# Шанхайский зоопарк
Шанхайский зоопарк — один из крупнейших зоопарков Китая находится в Шанхае. Занимает площадь 743 000 кв.м. За всё время существования зоопарка его посетили более 150 миллионов жителей планеты.

## История
Шанхайский зоопарк расположен в шанхайском районе Чаннин, улица Хунцяо, недалеко от международного аэропорта Шанхай Хунцяо. Ранее был известен как Западный пригородный парк Шанхая. Шанхайский зоопарк — это крупный национальный зоопарк площадью 743 000 квадратных метров, площадь застройки которого составляет 47 237 квадратных метров для содержания и экспонирования животных.
В шанхайском зоопарке представлено более 7000 видов животных, в том числе 620 видов редких диких представителей фауны. Среди них не только занесённые в Красную книгу Китая, такие как гигантские панды, золотые обезьяны, павлины и южно-китайские тигры, но и репрезентативные животные со всего мира, такие как африканские шимпанзе, жирафы, кенгуру, пингвины. Разнообразие очень большое.
Шанхайский зоопарк не только занимается содержанием диких животных, также деятельность зоопарка связана с выведением и содержанием растений для создания приближённого ареала. Шанхайский зоопарк имеет общую зелёную территорию в 498 200 квадратных метров с большой открытой лужайкой в 100 000 квадратных метров. В саду высажено более 100 000 деревьев 600 различных видов. В парке имеется большая территория Лебединого озера, сверкающие синие волны которого украшают окружающую природу.
Шанхайский зоопарк отличное место для отдыха и развлечений горожан и гостей города. С момента открытия в 1954 году парк принял более 150 миллионов посетителей Китая и гостей из-за рубежа.

## События зоопарка
- В 1900 году британцы на этой территории открыли пригородную комнату Тема, занимавшую 13 000 гектаров.
- В 1914 году 8 британских торговцев приобрели данную местность.
- В 1916 году оэта земля была преобразована в гольф-клуб Hongqiao Golf Club.
- 20 марта 1953 года Министерство иностранных дел одобрило возобновление использования поля для гольфа Министерством иностранных дел Шанхайского муниципального народного правительства.
- 25 мая 1954 года, в ознаменование пятой годовщины освобождения Шанхая, он был назван «Парк Сицзяо».
- В 1959 году, чтобы отпраздновать 10-ю годовщину основания Китайской Народной Республики и 5-ю годовщину основания парка, было сооружено Лебединое озеро и построены Гора Лигер, Панда-Ридж, Олений сад и Зал Байхуа. Площадь парка увеличилась до 70 га.
- 1 января 1980 года Шанхайский парк Сицзяо был официально переименован в Шанхайский зоопарк.
- 22 сентября 1995 года Сюй Куанди, мэр Шанхая, утвердил название сада для Шанхайского зоопарка.

## Галерея

Животные зоопарка
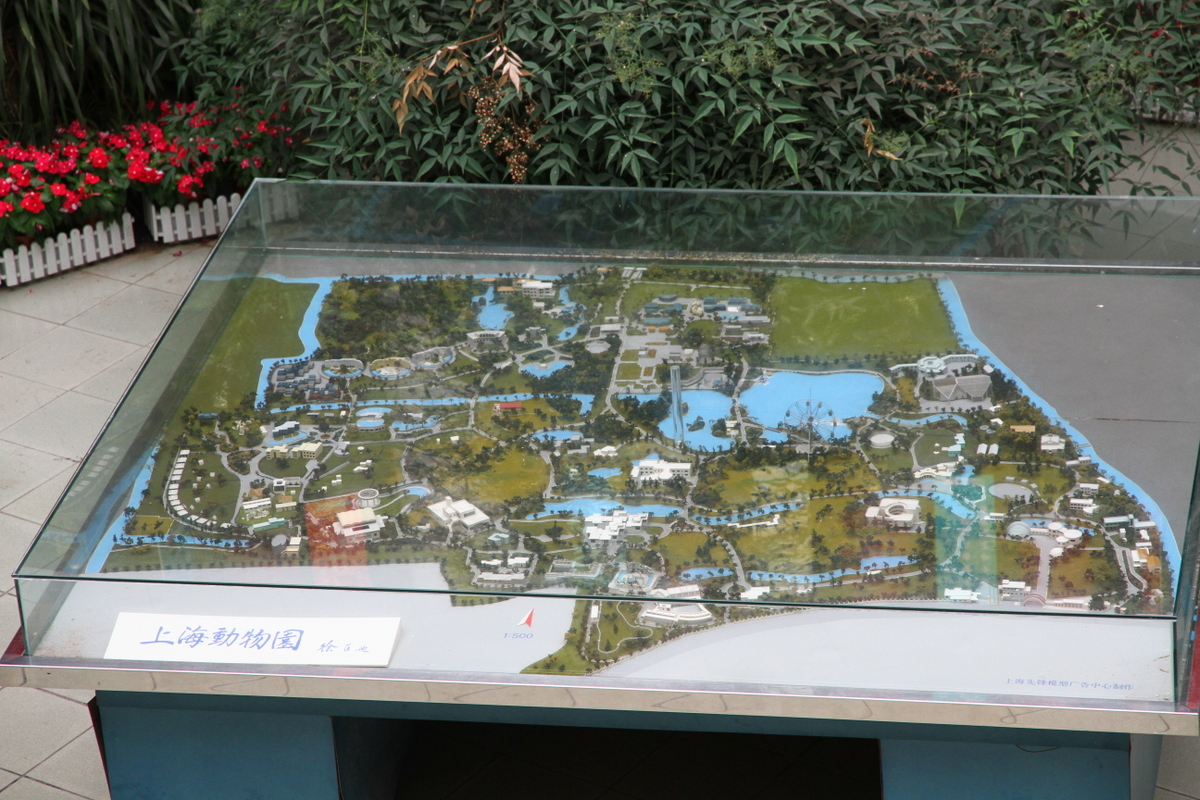
Модель зоопарка
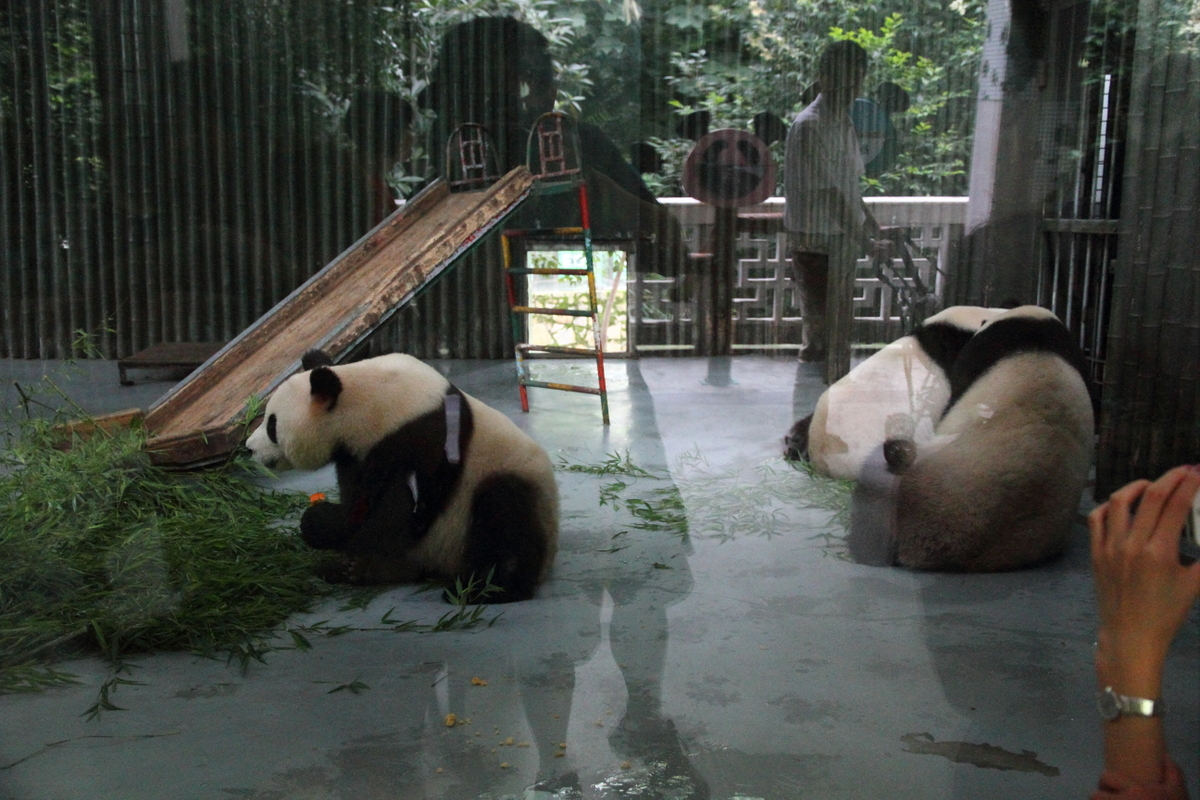
Панды
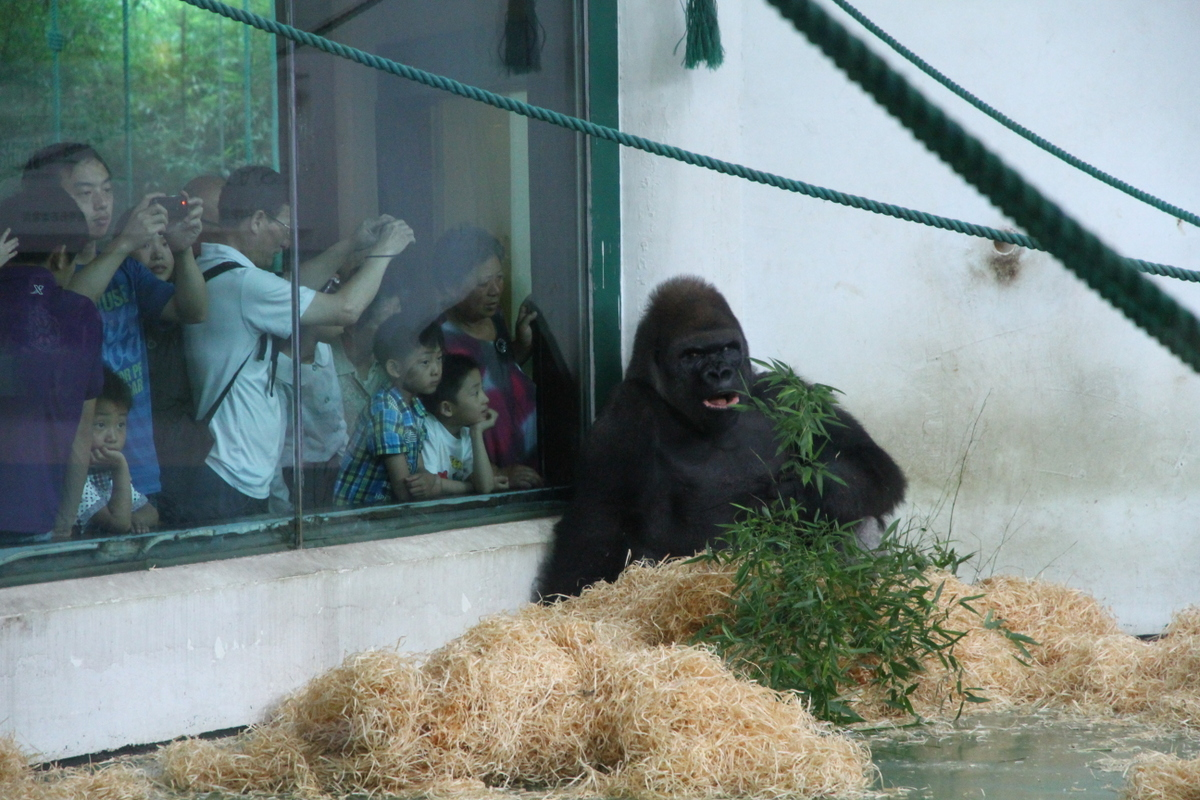
Горилла
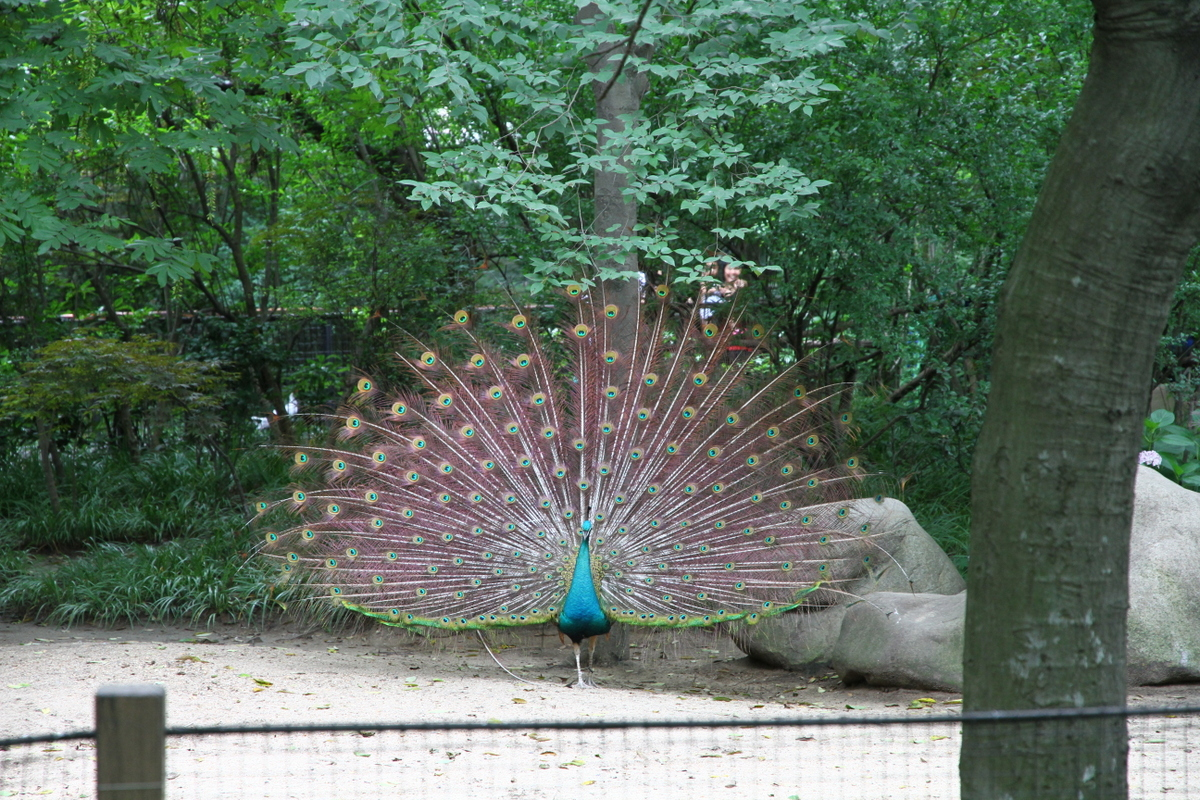
Павлин
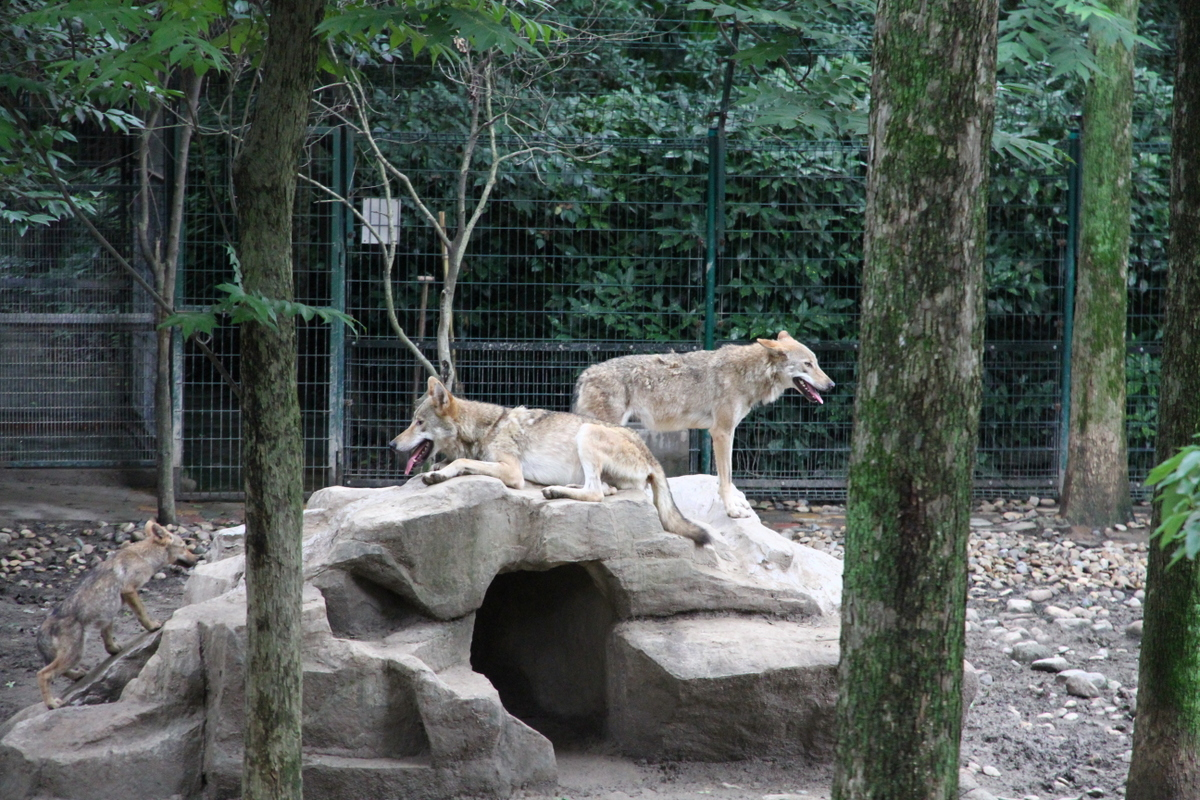
Вольер с волками
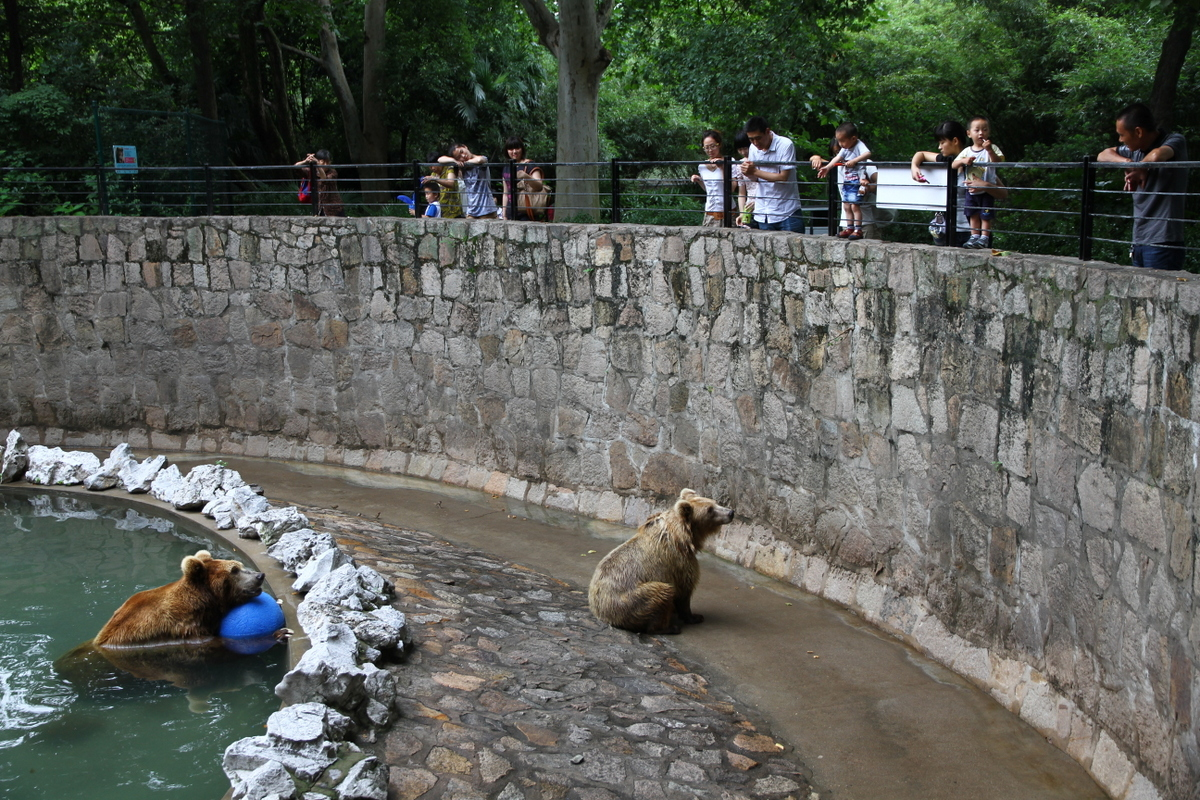
Бурые медведи
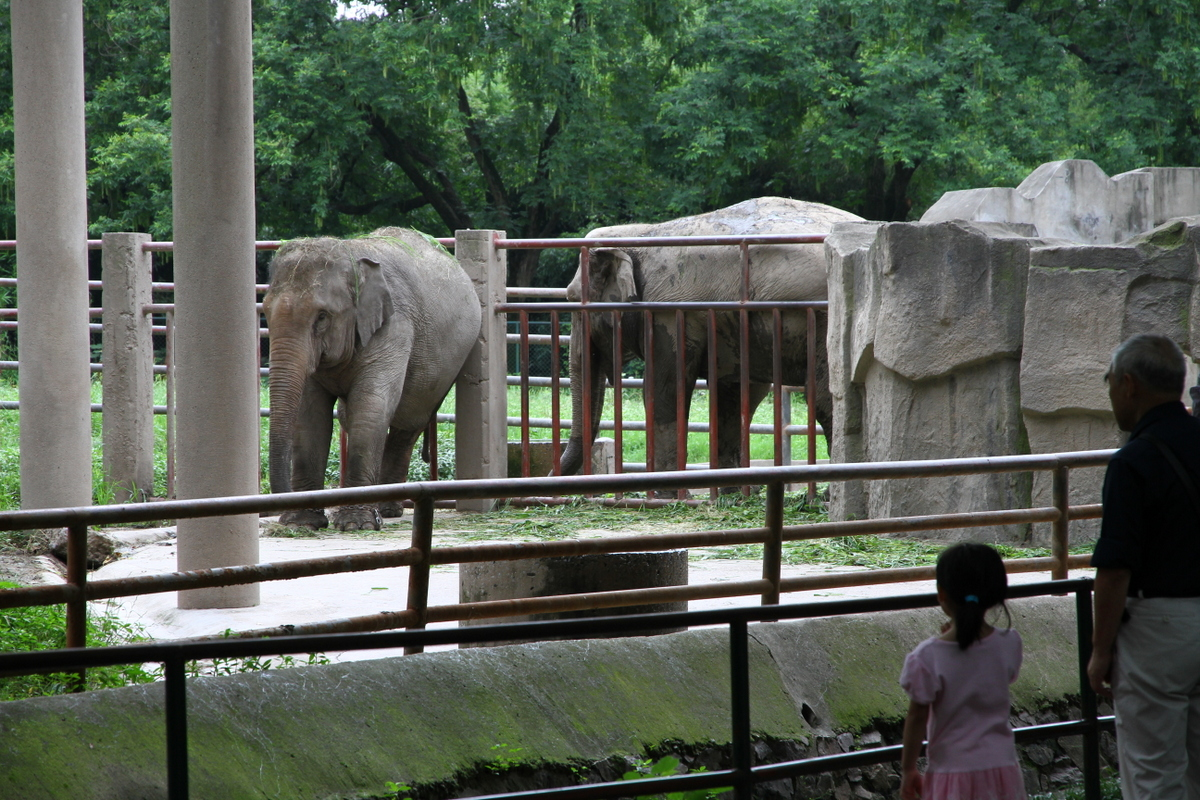
Азиатские слоны
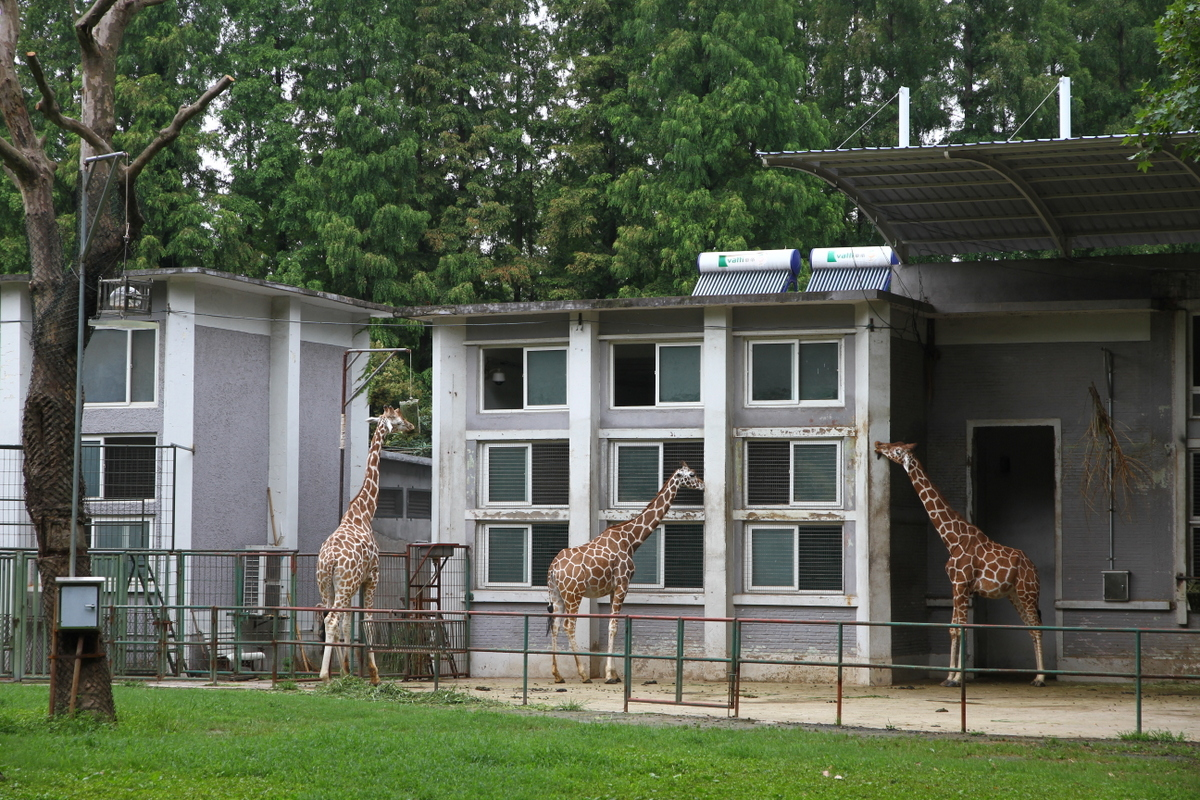
Жирафы
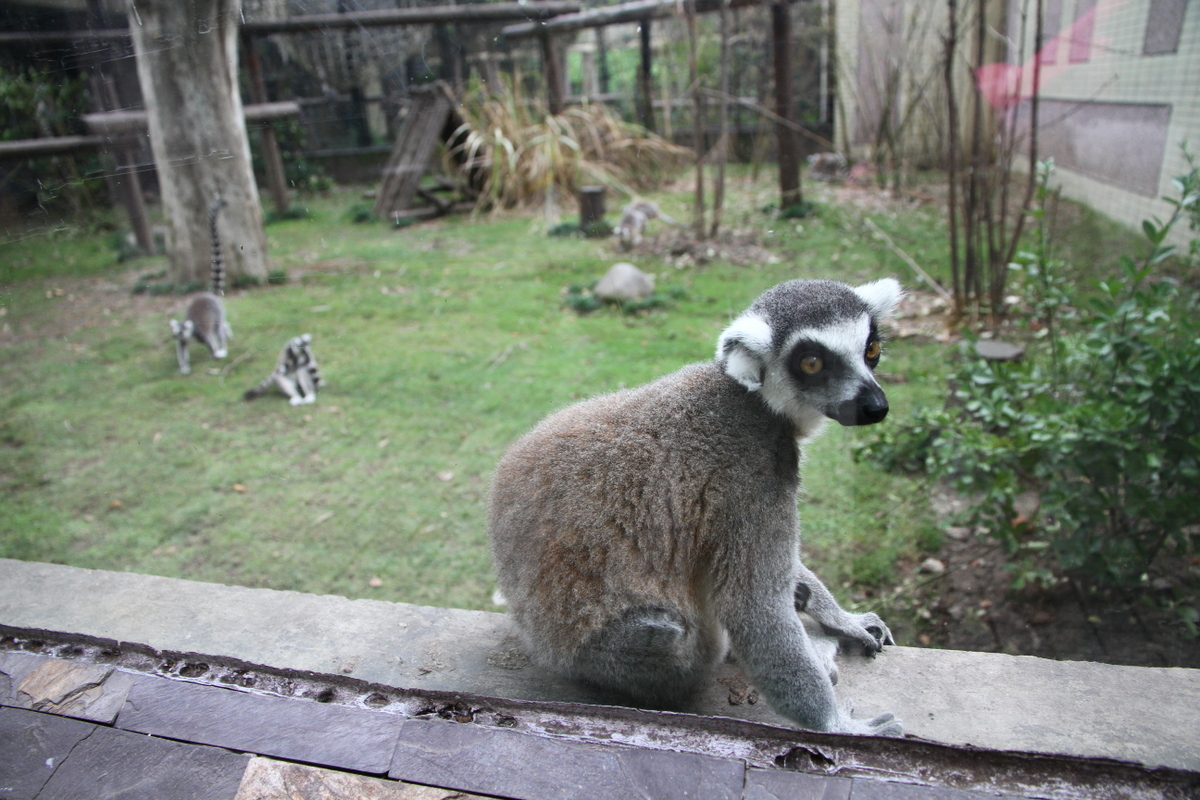
Кошачьи лемуры
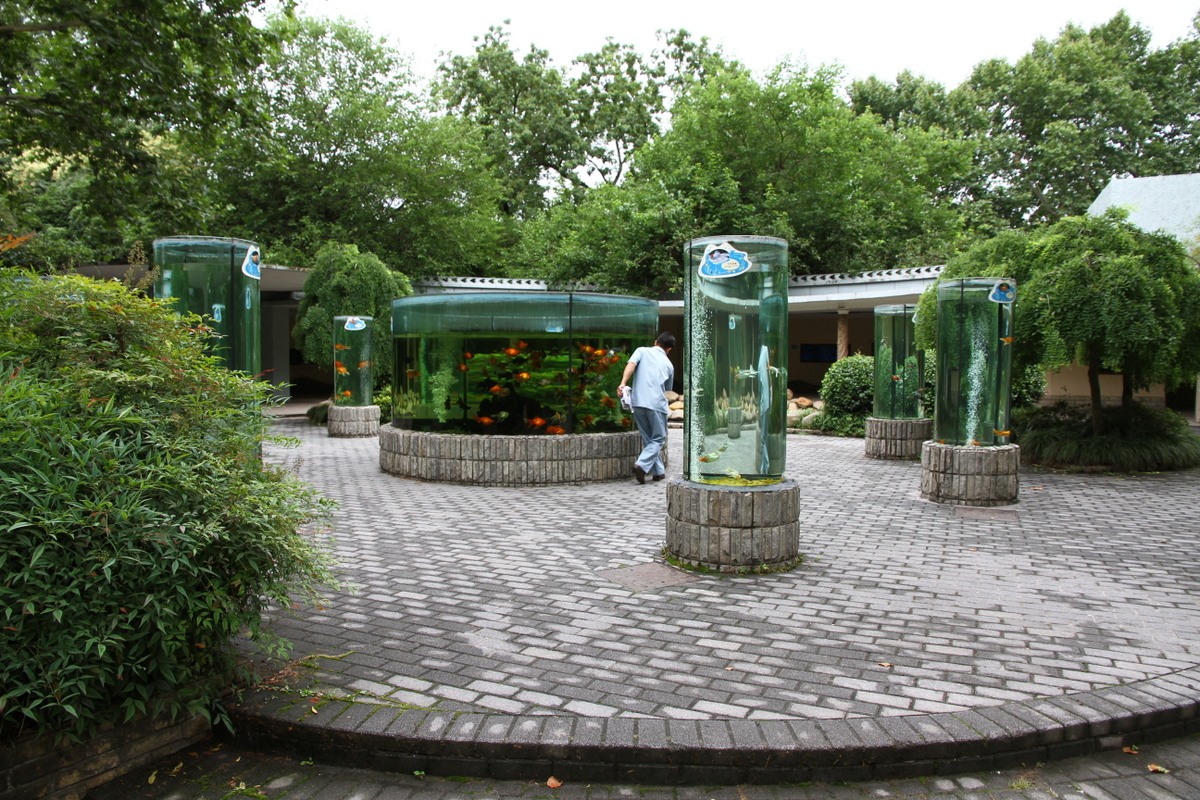
Аквариум
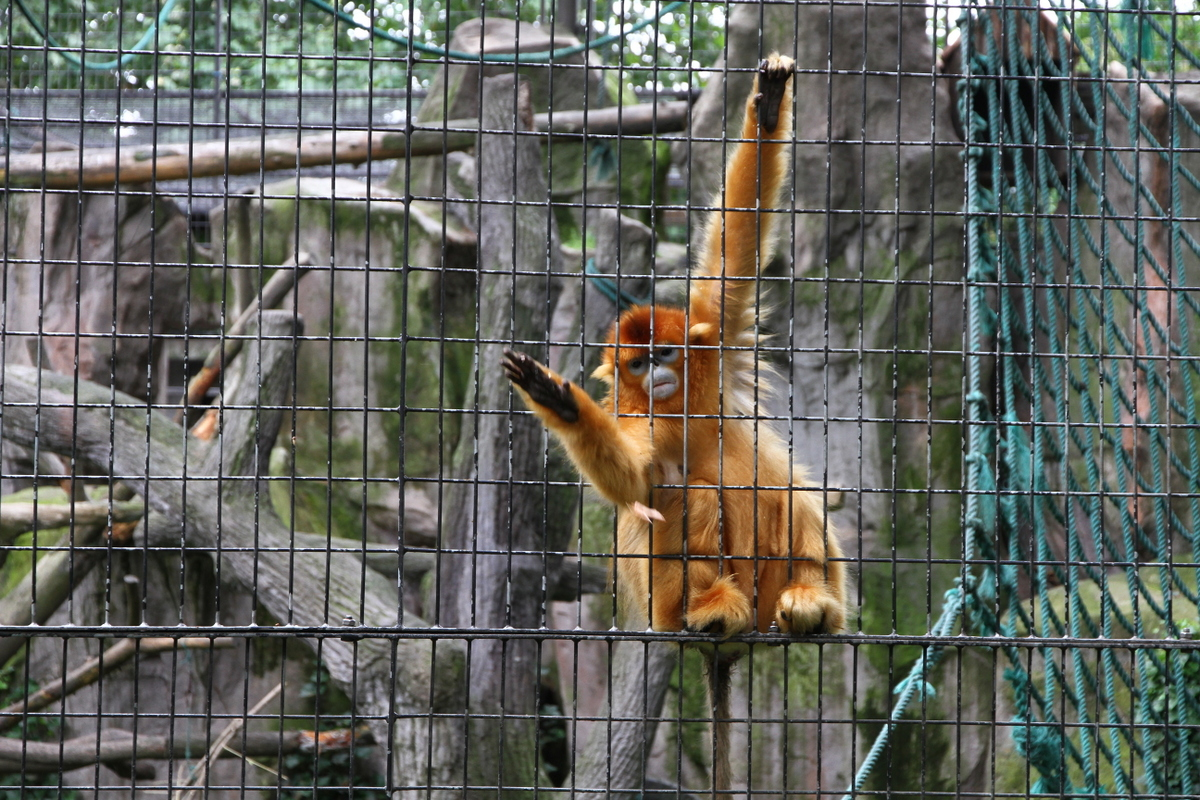
Рокселланов ринопитек
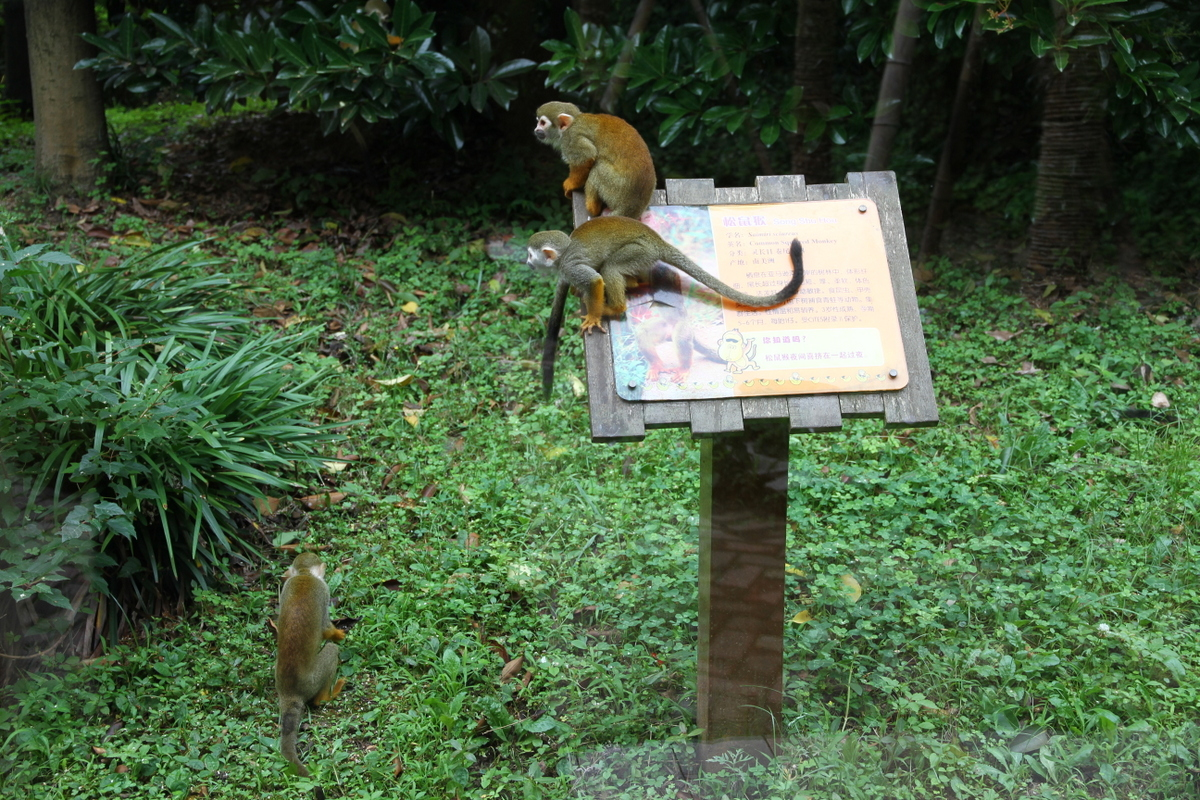
Обыкновенные беличьи обезьяны